# わかって下さい
「わかって下さい」（わかってください）は、因幡晃のデビュー・シングル。作詞・作曲：因幡晃、編曲：クニ河内（コンテスト用の編曲は船山基紀）。1975年秋の第10回ヤマハポピュラーソングコンテスト優秀曲賞・第6回世界歌謡祭入賞。

## 解説
1976年2月に発売されて60万枚以上を売り上げる大ヒットを記録した。
1976年6月発売のアルバム「何か言い忘れたようで」にも収録された。
1977年、フランス語版「Je savais que tu viendrais」発売（訳詞：シャルル・ルヴェル）。ジャンルを超えた様々な歌手・演奏家によりカバーされている。

## 収録曲
- 全作詞・作曲：因幡晃、編曲：クニ河内

A面
1. わかって下さい（4分42秒）

B面
1. 夏（2分20秒）

## 主なカバー
- ちあきなおみ（1977年）アルバム「ルージュ」収録。2009年のアルバム『エンカのチカラ -GOLD 70's-』再収録。
- 西城秀樹（1979年）ライブアルバム「永遠の愛7章/西城秀樹」収録。
- 都はるみ（1991年）アルバム「新しき装い」収録。
- 中森明菜（2008年）アルバム「フォーク・ソング〜歌姫抒情歌」収録。編曲：酒井ミキオ。
- 秋元順子（2013年）アルバム『Dear Songs ～夢をつないで～』収録。
- 島津亜矢（2013年）アルバム『SINGER 2』収録。
- 渥美二郎（2016年）アルバム『ニューミュージック ベストカバーズ』収録。
- 吉幾三（2016年）アルバム『あの頃の青春を詩う vol.3』収録。
- 辰巳ゆうと（2020年）両A面シングル「センチメンタル･ハート/男のしぐれ」（Bタイプ）カップリング収録。
- The Position（朝鮮語版）（2000年）韓国語題「용서（容恕）」韓国語バージョン。アルバム「I LOVE YOU」収録。